# Vassili Zolotariov
Vassili Andreievitx Zolotariov, rus: Василий Андреевич Золотарёв (24 de febrer de 1872 a Taganrog - 25 de maig de 1964 a Moscou), fou un compositor i professor de música rus, artista del Poble de Rússia.

## Biografia
Vassili Zolotariov va néixer a la ciutat de Taganrog el 1872. Va estudiar música al Conservatori de Sant Petersburg sota la direcció de Mili Balàkirev (1893-1898) a la classe de Nikolai Rimski-Kórsakov (1898–1900), i es va graduar el 1900. Zolotariov va fer conferències al Conservatori de Moscou (1909–1918), a l'Acadèmia Estatal de Música de Belarús (Bèlgica), 1933-1941, i altres conservatoris. Entre els seus estudiants a Minsk hi havia Mieczysław Weinberg.
Vassili Zolotariov és autor de tres òperes, set simfonies, tres concerts, sis quartets de corda, cançons i altres obres.

## Obres seleccionades
Escenaris
- Els Desembristes (Декабристы), òpera (1925); nova edició Kondrati Ryleev, 1957
- Prince Lake (Князь-озеро), ballet (1949); va guanyar el premi Stalin el 1950

Orquestral
- Fête villageoise (Деревенский праздник; Festival del poble), Obertura en F major, op. 4 (1901)
- Rhapsodie hébraïque (Еврейская рапсодия), op. 7 (1903)
- Simfonia núm. 1, op. 8 (1902)[3]
- Ouverture-fantaisie, Op. 22 (1907)

Concertant
- Concert per a violoncel i orquestra (1963)

Música de cambra
- Suite en forma de variacions (Сюита в форме вариаций) per a violí i piano, op. 2 (1900)
- Quartet de corda núm. 1, op. 5 (1901)
- Quartet de corda núm. 2 en menor, op. 6 (1902)
- 2 Novel·les per a violí i piano, op. 11 (1904)
- Quartet de piano en re menor, op. 13 (1905)
- Quintet de corda en fa menor de 2 violins, viola i 2 violoncels 19 (1905)
- Quartet de corda núm. 3 en re major, op. 25 (1908)
- Trio per a violí, viola i piano, op. 28 (1910)
- Quartet de corda núm. 4 en si ♭ major, op. 33 (1913)
- Ègloga (Эклога) en la menor per a viola i piano, op. 38 (1921)
- Sonata per a violí i piano, op. 40 (1925)
- Quartet de corda núm. 5 en sol major, op. 46 (1930)
- Capriccio on a Hebrew Melody (Каприччио на еврейскую мелодию) per a violí i piano (1938)
- Trio per a violí, violoncel i piano (1953)
- Quartet de corda núm. 6 "sobre temes populars russos" (en русские народные темы) (1959)
- Poème (Поэма) per a violoncel i piano (1962)

Piano
- Sonata [No. 1], op. 10 (1904)
- Trois Préludes (Три прелюдии) Op. 18 (1905)
- Cançons d'Ucraïna (Украинские песни), 30 peces curtes per a piano de 4 mans, op. 15 (1925)
- Sonata núm. 2, op. 42 (1927)
- 4 peces (Четыре пьесы), op. 43 (1929)
- Trois récits (Три рассказа), op. 44 (1926)

Coral
- El paradís i el peri (Рай и Пери), Cantata (1900); guardonat amb el Premi Rubinstein

Vocal
- 4 cançons (Четыре романса) per a veu alta i piano, Op. 1 (1900)
- 4 cançons (Четыре романса) per a veu i piano, op. 16 (1904)
- 6 cançons (Шесть романсов) per a veu baixa i piano, Op. 17 (1905)

Literari
- Fugue: Guia per a l'Estudi Pràctic (Фуга: руководство к практическому изучению), Moscou 1956
- Memòries dels meus grans professors, amics i camarades (Воспоминания о моих великих учителях, друзьях и товарищах), Moscou 1957

## Premis
- 1932 - Artista honorat de l'RSFSR
- 1949 - Artista del poble de l'RSS de Belarús
- 1950 - Premi Stalin